# Дегтярёв, Александр Якимович
Алекса́ндр Яки́мович Дегтярёв (28 июля 1946 — 29 апреля 2022) — советский и российский историк, политический деятель. Доктор исторических наук (1981), профессор.

## Биография
Родился в семье капитана гидрографического судна Якима Адамовича Дегтярёва в поселке Тикси Булунского района Якутской АССР. Мать — Августа Ивановна Дегтярёва, в девичестве Таюрская.
Детство провёл на Чукотке. В 1963 году — рабочий топографической партии Зеленомысской гидробазы ГУГМС (топосъемка нижнего течения Колымы)
В 1964 году окончил в Певеке школу с золотой медалью и поступил на исторический факультет ЛГУ, где его учителями были профессора А. Л. Шапиро, В. В. Мавродин, С. Н. Валк и др.
В 1965—1969 годах — боец, бригадир, командир отряда, командир районного студенческого строительного отряда в Казахстане и Ленинградской области. Секретарь комсомольской организации исторического факультета ЛГУ, заместитель секретаря комитета комсомола университета (1966—1967); командир штаба студенческих стройотрядов ЛГУ, член бюро Ленинградского областного штаба ССО (1968—1970). После окончания вуза (1969) служил в Советской Армии. Секретарь комсомольской организации Третьего гвардейского Краснознамённого Красносельского отдельного разведывательного артиллерийского дивизиона (1970—1971), член КПСС с 1970 года.
Окончив в 1972 году аспирантуру ЛГУ под руководством А. Л. Шапиро, преподавал там же историю России. Большое влияние на становление А. Я. Дегтярёва как учёного оказали известные историки Москвы и Ленинграда: В. Л. Янин, А. А. Зимин, А. Г. Маньков, А. И. Копанев, Р. Г. Скрынников, С. О. Шмидт, Ю. Г. Алексеев, И. Я. Фроянов, А. Н. Кирпичников.
Кандидат исторических наук (1973, диссертация «Поместное землевладение и хозяйство Новгородских земель в XVI веке»), кандидат исторических наук (1974), доктор исторических наук (1981, диссертация «Сельское расселение в Русском государстве XV—XVII вв.» / «Сельское расселение феодальной Руси. Главные черты и факторы развития»).
В течение 10 лет вёл преподавательскую работу на историческом факультете Ленинградского университета: ассистент, старший преподаватель, доцент. Заместитель секретаря партбюро исторического факультета ЛГУ (1973—1975), заместитель секретаря, исполняющий обязанности секретаря парткома ЛГУ (1975—1980).
С 1980 года заместитель заведующего, с 1982 года заведующий отделом науки и учебных заведений Ленинградского горкома КПСС. Член Ленинградского городского и областного комитетов КПСС, депутат Ленгорсовета (1984—1988). Заведующий отделом науки и учебных заведений, член бюро, секретарь Ленинградского обкома КПСС (1986—1988). С 1988 года первый заместитель заведующего, в 1990—1991 годах — заведующий Идеологическим отделом ЦК КПСС. Член ЦК КПСС с июля 1990 года, член ЦК Компартии РСФСР (1990—1991).
В 1990-е годы работал главным научным сотрудником Аналитического центра РАН, генеральным директором нескольких издательских домов («Паспорт интернейшнл», «Военный парад», ЗАО «Издательский дом „ПАРАД“»), экспертом Совета Федерации. Входил в состав учёных советов Аналитического центра РАН (1992—2006) и Института социально-политических исследований РАН (1995—2000).
Член Всесоюзного географического общества (с 1979), действительный член Академии политических наук (1997), вице-президент Академии российской словесности (с 1997), заместитель председателя правления Международного союза книголюбов (с 2002), полномочный представитель Зарубежного Палестинского православного общества в России (с 2003).
Председатель редакционного совета журнала «Военный парад» (1996—2001); главный редактор журнала «Две столицы» (1997—2008). Член редакционных советов журналов «Аврора» (1988—1992), «Авиакосмического журнала» (1996—2001), «Власть» (с 2003), «Российского экслибрисного журнала» (с 2014) и «Вестника баталистов и маринистов» (с 2016). С 2003 года — член редакционного совета «Энциклопедии русской эмиграции», издаваемой РАН.
Член консультативного совета по межнациональным отношениям Центрального административного округа (2003—2010). С 2011 года включён в состав Общественного научно-методического консультативного совета при ЦИК России.
Советник Председателя Совета Федерации Федерального Собрания Российской Федерации. Член Центрального совета Общероссийского общественного движения «Россия». Член Археографической комиссии РАН (с 1999) и научного совета Российского военно-исторического общества (с 2012).Почётный член Российской академии художеств (2019).
Скончался 29 апреля 2022 года.

## Научная деятельность
Перу А. Я. Дегтярева принадлежит около 500 книг и статей по проблемам русской истории X—XX вв. и актуальным вопросам современности.
В докторской диссертации А. Я. Дегтярёва на основании анализа характеристик более чем 100 000 сельских поселений средневековой Руси, извлеченных из писцовых и переписных книг, актовых материалов различного рода, была разработана новая концепция эволюции сельского расселения в Русском государстве с древнейших времен до кануна петровских реформ. Прослежена динамика размеров поселений, изменение их внутренней структуры, воздействие на сельское расселение природных, экономических и социальных факторов.
Общественно значимой является деятельность учёного по популяризации отечественной истории. Им написаны многократно переизданные книги об образовании Древнерусского государства, борьбе с ордынским игом, подвигах Александра Невского, становлении Русского централизованного государства, истории российского герба и флага, истории Отечественной войны 1812 года и о Первой мировой войне.
Достижением исследователя следует считать осуществлённое им по сохранившейся в РГБ рукописи издание фундаментального труда осужденного по т. н. «Академическому делу» академика М. К. Любавского — ученика В. О. Ключевского, ректора Московского Императорского университета (1911—1917) — «История русской колонизации с древнейших времен и до начала XX века», а затем переиздание многих других его работ.

## Награды
Государственные, правительственные и ведомственные
- 1970 медаль «За доблестный труд»
- 1980 орден «Знак Почёта»
- 1990 орден Трудового Красного Знамени
- 1997 медаль «В память 850-летия Москвы»
- 1997 медаль Министерства обороны РФ «За укрепление боевого содружества»
- 1999 диплом Министерства обороны РФ за успешное участие в конкурсе на соискание Государственной премии им. Г. К. Жукова
- 2000 премия Правительства РФ в области науки[источник не указан 2490 дней]
- 2002 медаль «200 лет МВД России»
- 2003 медаль «200 лет Министерству обороны»
- 2003 медаль «В память 300-летия Санкт-Петербурга»
- 2013 Благодарность Председателя Центральной избирательной комиссии РФ
- 2013 медаль «20 лет Совету Федерации»
- 2014 Благодарность Председателя Совета Федерации Федерального Собрания РФ
- 2017 юбилейный знак в ознаменование 385-летия вхождения Якутии в состав Российского государства
- 2018 памятная медаль «25 лет Совету Федерации»
- 2021 Почетная грамота Совета Федерации

Церковные награды и награды Императорского дома
- 2003 Орден святого благоверного князя Даниила Московского
- 2005 Золотой знак зарубежного Палестинского Православного общества
- 2006 орден Святого Николая с мечами

Общественные награды
- 1967 почётная грамота ЦК ВЛКСМ
- 1976 Почётный знак ЦК ВЛКСМ «За активную работу в комсомоле»
- 1999 медаль «Ревнителю просвещения» Академии российской словесности
- 2005 медаль Международного союза книголюбов «Иван Федоров»
- 2009 медаль российского общества «Знание» «Подвижнику просвещения. В честь 300-летия М. В. Ломоносова»
- 2012 первая премия Всероссийского журналистского конкурса «День Бородина»
- 2014 медаль Московского Совета ветеранов «В память 700-летия рождения Святого и Благоверного Сергия Радонежского»

## Основные работы
Книги
- Поместное землевладение и хозяйство Новгородских земель в XVI веке: Автореферат канд. дисс. Л., 1973.
- Русская деревня в XV—XVII вв. (Очерки истории сельского расселения). Л.: Изд-во ЛГУ, 1980.
- От Калки до Угры. Л.: Детская литература, 1980.
- Сельское расселение в Русском государстве XV—XVII вв. (главные черты и факторы развития): Автореферат доктор. дисс. Л., 1981.
- Начало Отечества. Л., 1982.
- Русское феодальное землевладение: от «смутного времени» до кануна петровских реформ. Л.: Изд-во ЛГУ, 1986. — 244 с. (в соавт. с В. М. Воробьёвым)
- Новгородская деревня в реформе 1861 года. — Л.: Изд-во ЛГУ, 1987. — 280 с. (в соавт.; переизд. на англ. яз. в США в 1992)
- Трудный век Российского царства. Л., 1988. 320 с.
- Невская битва М.: Детская литература, 1989, 230 с.
  - Невская битва. Битва 1241 г. новгородского войска под предводительством князя Александра Ярославича со шведами / А. Я. Дегтярев, В. Цикота. — 2-е изд. — Л.: Детская литература, ЛО, 1991 . — 156 с. : цв. ил. — 3 . — ISBN 5-08-000272-7
- Заступник Отечества. Л., 1990 . 110 с. (2-е изд. Минск, 1991)
- Дегтярёв А. Я., Дубов И. В. Начало Отечества: исторические очерки / науч. рец. Р. Ф. Итс; ил.: А. Бенедский. — М.: Советская Россия, 1990 . — 382, [2] с. : ил. — ISBN 5-268-01146-4
- История российского флага. М., 1994, 45 с.
- История российского флага. Париж, 1997, 143 с.
- Избранные труды по русской истории. Т. 1, М., 2006. 531 с. (2-е изд. Нью-Йорк: Northern Cross, 2008)
- Избранные труды по русской истории. Т. 2, М., 2006. 374 с. (2-е изд. Нью-Йорк: Northern Cross, 2008, 324 с.)
- Символы Отечества. М., 2015, 70 с. (в соавт.)
- Куликовская битва — М., 2015, 124 с.
- В защиту старого генерала (Генерал М. В. Алексеев и отречение императора Николая II). М., 2017, 27 с.
- Государственная символика современной России. М.: Издание Совета Федерации ФС РФ, М., 2017, 415 с. (в соавт.)
- Невская битва. Первый подвиг Александра Ярославича.

Статьи
- Проблема происхождения Древнерусского государства в трудах В. В. Мавродина (в соавт.) // Генезис и развитие феодализма в России Л., 1983. С. 3—13.
- Сельское расселение феодальной Руси: сдерживающие факторы (на англ. Яз) // Soviet Geography. 1984. № 9. Р. 695 (Scripta, США).
- Землевладение новгородских пятин // Аграрная история Северо-Запада России в XVII в. Л., 1984.
- Комментарий к статье 3 Русской Правды // Генезис и развитие феодализма в России. Проблемы идеологии и культуры. Л., 1987.
- Предисловие к книге: Курбатов Г. Л., Фролов Э. Д., Фроянов И. Я. Христианство: Античность, Византия, Древняя Русь. // Л., 1988.
- Академик М. К. Любавский и его наследие (в соавт.) // Любавский М. К. Очерк истории русской колонизации с древнейших времен и до X века. М., 1996.
- Последний ректор царской России (О судьбе историка М. К. Любавского) // Независимая газета. 1997. 20 марта (Exlibris «НГ»; № 4).
- Александр Львович Шапиро — историк, источниковед, историограф: Эскиз творческого портрета (К 90-летию со дня рождения) (в соавт.) // Археографический ежегодник за 1998 год. М.: Наука, 1999.
- Предисловие к последнему русскому изданию XX века // Маркс К., Энгельс Ф. Манифест коммунистической партии. М.: Вагриус, 1999.
- От издателя. Предисловие // Калашников. М.: Парад, 2004.
- Предисловие // Любавский М. К. История западных славян. М., 2004.
- Академик М. К. Любавский — публицист // Власть. 2006. № 6.
- Письмо академика М. К. Любавского (1934 г.) прокурору СССР по поводу «Академического дела». / Памяти академика Сергея Фёдоровича Платонова: исследования и материалы / отв. ред. А. Ю. Дворниченко, С. О. Шмидт. СПб., 20111. С. 220—227.
- Заметки на полях истории Отечественной войны 1812 года. // «Наше наследие» 2012, № 103
- И опять во дворе или в тесноте и обиде (о судьбе памятника Александру III) // «Литературная газета», № 3, 3-9.10.2012, с. 11
- Генерал Алексеев: трагедия без триумфа. // «Наше наследие», 2014, № 10 с .24-29.
- Наследие евразийства и современность // Евразийство. Исследования и публикации. М., 2014, С. 6-9. (в соавт.)
- Невская битва: место и значение // «Власть» 2015, № 11, с.171-176
- Знамя Победы // «Власть», 2015, № 5. (в соавт. с Н. А. Соболевой)
- Русская Правда краткой редакции: история рождения. // Древняя Русь во времени, личностях и идеях. СПб., 2016
- Всемирная отзывчивость или застарелая смертельная болезнь. // «Российские вести», 20−30 мая, № 7
- Генерал М. В. Алексеев и отречение императора Николая II // «Власть», 2017, № 12, С. 121—133.
- Альбом Мейерберга как свидетельство эволюции в податной системе Русского государства в XVII веке. // Тезисы 26-й сессии симпозиума по аграрной истории Восточной европы. // Брянск, 2018.

Редактирование
- Алексеев Ю. Г. Освобождение Руси от ордынского ига. Л., 1989.
- Скрынников Р. Г. Святители и власти. // Л., 1990
- Фроянов И. Я. Древняя Русь. // М-СПб, 1995.
- Любавский М. К. Очерк истории русской колонизации. М., 1996.
- Миланов В. Я., Семенович Н. Н. Флаги отечественного флота. // М., 1996
- Фроянов И. Я. Рабство и данничество у восточных славян. // СПб,, 1996
- Грей М. Мой отец генерал Деникин. М., 2003.
- Розенталь Л. В. История неудачи. «Роза и крест Александра Блока» // М., 2005
- Литературное зарубежье России. // М., 2006
- Центральный комитет (РСДРП-РКП(б)-ВКП(б)-КПСС) 1917—1991: Историко-биографический справочник. М., 2005.
- Русская философия в изгнании. // М., 2012
- Евразийство. Исследования и публикации. // М., 2014
- Забытая война. 100 лет спустя.// М., 2020